# Сиссе, Момо
Алькали́ Момо́ Сиссе́ (фр. Alkhaly Momo Cissé; родился 17 октября 2002) — гвинейский футболист, вингер польского клуба «Висла» Краков.

## Клубная карьера
Уроженец Конакри (Гвинея), Момо выступал за молодёжные команды французских клубов «Ле Фонтене», «Париж» и «Гавр». В 2019 и 2020 году выступал за резервную команду «Гавра» в любительских лигах Франции (четвёртом и пятом дивизионах).
17 августа 2020 года перешёл в немецкий клуб «Штутгарт». 19 сентября 2020 года дебютировал за «Штутгарт» в матче немецкой Бундеслиги против «Фрайбурга».